# Иверская икона
И́верская ико́на Пресвято́й Богоро́дицы, или Врата́рница, или Привра́тница (греч. Πορταΐτισσα — Портаитисса) — православная икона Девы Марии с Младенцем, почитается как чудотворная. Принадлежит к иконописному типу Одигитрия. Оригинал находится в Иверском монастыре на Афоне, в Греции. Со времени чудесного появления никогда не покидала Святую Гору.

## Сказания об обретении иконы
Сохранившиеся греческие сказания — не старше XVI века, славянские сказания зафиксированы письменно не ранее XV века.
Согласно одному из сказаний, в IX веке во время царствования императора Феофила с целью спасти икону от иконоборцев образ был опущен в море женщиной, проживавшей около города Никея. Через два века монахи грузинского Иверского монастыря на Афоне увидели в море икону, поддерживаемую огненным столбом. Преподобный Гавриил Святогорец, получив во сне указание от Богородицы, пешком пошёл по воде и принес икону в главный храм монастыря, но утром она была обнаружена над воротами обители. Предание сообщает, что так повторилось несколько раз, поэтому икону оставили у ворот и назвали Вратарницей, или Привратницей, а от имени обители — Иверский монастырь — она получила наименование Иверская. Первоначально икона находилась снаружи, в киоте непосредственно над входом, однако позднее была помещена в часовню, находящуюся у ворот монастыря, в которой она пребывает и сегодня.
В XVI веке икона была украшена чеканным серебряным окладом работы грузинских мастеров. Оклад оставляет открытым только лики Богородицы и Богомладенца.

## Предание
По преданию, возвещенному преподобным Нилом Мироточивым посмертно в XIX веке, перед концом света Афон погрузится в пучину страстей. Тогда икона таким же чудесным образом, как явилась, покинет Святую Гору. Это будет одним из предзнаменований скорого Второго Пришествия Спасителя и знаком для святогорцев уходить с Афона.

## Дни празднования
- во вторник Светлой седмицы (переходящее празднование) — обретение первообраза в море у горы Афон;
- 12 февраля (25 февраля) — перенесение списка иконы в Валдайский Иверский монастырь в 1656 году;
- 23 апреля (6 мая) — второе обретение древнейшего московского списка иконы, переданного Историческим музеем Русской православной церкви в 2012 году (ныне список находится в Новодевичьем монастыре)[7];
- 13 октября (26 октября) — перенесение и торжественная встреча в Москве списка иконы, посланного царю Алексею Михайловичу с Афона в 1648 году;
- в некоторых календарях дополнительно указывают 31 марта (13 апреля), возможно, это связано с переходящей датой вторника Светлой седмицы: по преданию, первое явление иконы в море монахам Афонского монастыря произошло во вторник Светлой седмицы, пришедшийся в том году на 31 марта, по другим данным — на 27 апреля[2].

## Современные исследования
Современные исследователи датируют Иверскую икону так: профессор Афинского университета Панайотис Вокотопулос (греч. Παναγιώτης Βοκοτόπουλος) —  первая половина XI века, профессор истории искусств университета Инсбрука Томас Штеппан (нем. Thomas Steppan) —  начало XII века; академик Никодим Кондаков — XII век.

## Иверская часовня в Москве

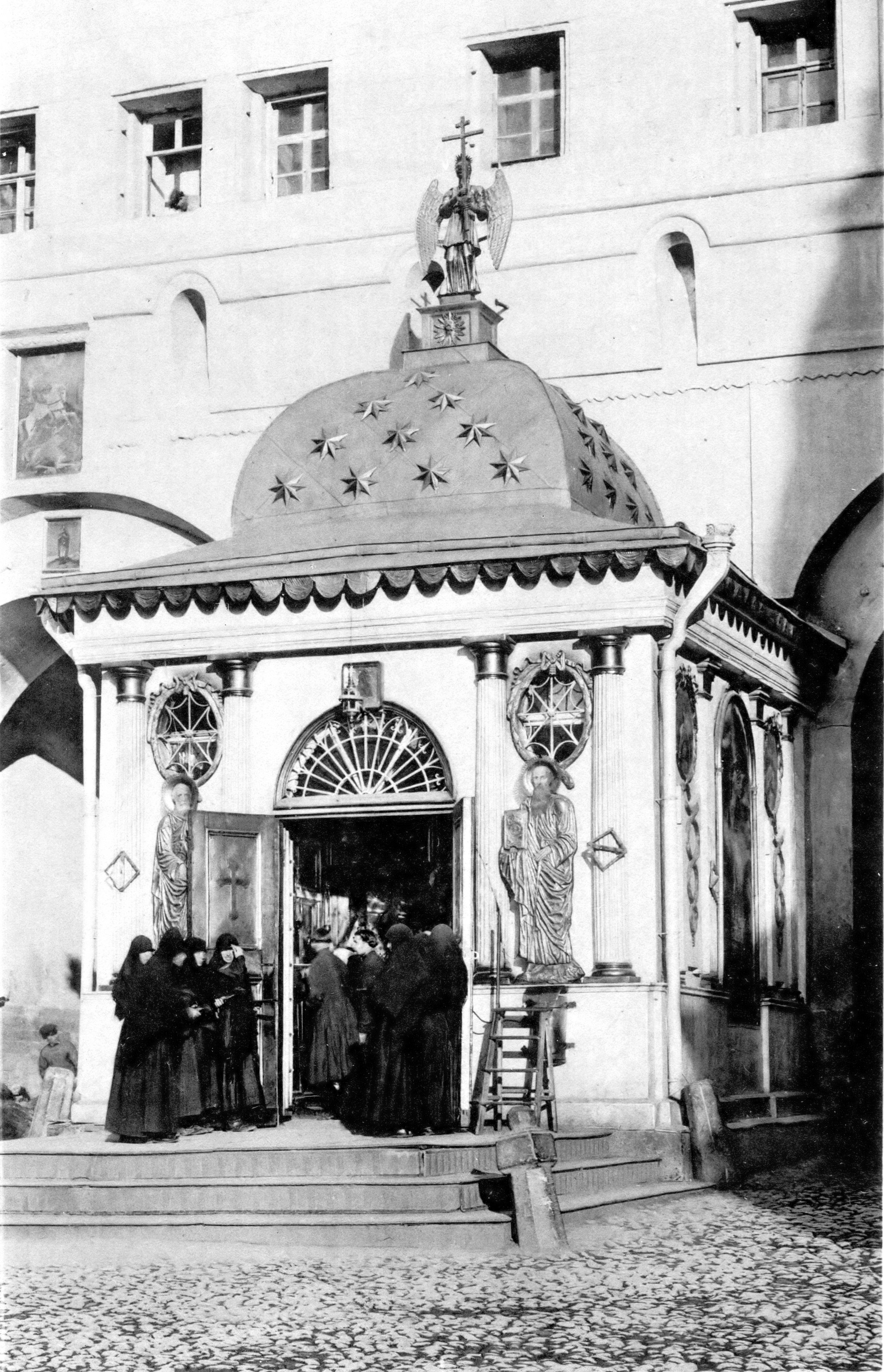
Иверская часовня у Воскресенских ворот (фото Карла Фишера, 1900-е)

В 1669 году копию принесенного с Афона списка Иверской иконы поместили при триумфальных Неглиненских (Воскресенских) воротах Китай-города. Для иконы был сделан небольшой деревянный навес, позднее вместо него воздвигли часовню. В 1791 году часовню перестроил архитектор Матвей Казаков. После разорения в 1812 году, восстановлена как памятник победы над Наполеоном.
В 1929 году часовню разобрали, а в 1931 году снесли Воскресенские ворота. В 1994—1995 годах часовня и ворота были восстановлены (автор проекта — архитектор О. И. Журин).
По восстановлении Иверской часовни в 1995 году из Иверского монастыря на Афоне была прислана новая копия хранящейся там чудотворной иконы Богоматери Вратарницы. Ежедневно раз в два часа с восьми часов утра до восьми вечера в часовне совершаются молебны с чтением акафиста Пресвятой Богородице. Служит всё московское духовенство поочерёдно. Этот новый образ уже прославился многими чудесами.

## Монреальская Иверская икона
Монреальская Иверская икона — список Иверской иконы Божией Матери, написанный в 1981 году на Афоне греческим монахом Хризостомом. По многочисленным свидетельствам, икона непрерывно мироточила в течение 15 лет. В 1997 году её хранитель Иосиф Муньос был убит, а икона бесследно исчезла.

## Моздокская Иверская икона
Моздокская Иверская икона — список Иверской иконы Божией Матери, подаренный в начале XIII века Осетии-Алании святой царицей Тамарой. Святой Игнатий (Брянчанинов), епископ Кавказский, будучи очевидцем широкого почитания Моздокского образа, сравнивал его влияние на просвещение народов Кавказа с апостольской проповедью: «Икона — Апостол. Точно! Чудотворная икона Божией Матери совершает в здешнем крае служение Апостола».